# Rocinante

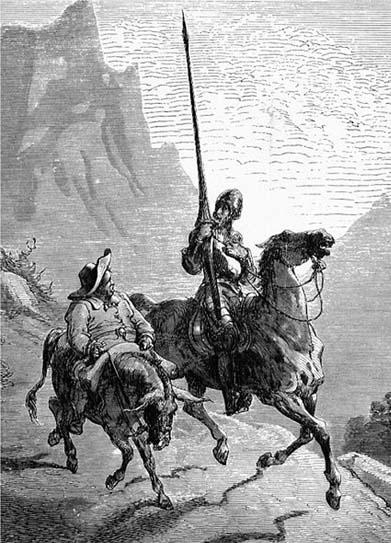
Don Quijote, călare pe Rocinante, și Sancho Panza. Ilustrație realizată în 1863 de Gustave Doré.

Rocinante, ortografiat și Rosinante, (pronunție în spaniolă [roθiˈnante]) este calul lui Don Quijote din romanul Don Quijote de la Mancha de Miguel de Cervantes. În multe privințe, Rocinante poate fi considerat nu doar calul lui Don Quijote, ci și o dublură animalieră a acestuia: la fel ca Don Quijote, el este încăpățânat, a trecut de prima tinerețe și s-a angajat într-o sarcină peste capacitățile sale.

## Etimologie
Rocín înseamnă în spaniolă un cal de povară sau o gloabă, dar poate însemna, de asemenea, un om grosier sau ignorant. Există cuvinte similare în franceză (roussin; rosse), portugheză (rocim) și italiană (ronzino). Etimologia cuvântului este incertă.
Numele calului este un joc complex de cuvinte. În spaniolă, ante are mai multe sensuri și poate fi un cuvânt de sine stătător, dar și un sufix. Un sens este „înainte” sau „anterior”. Un altul este „în față”. Ca sufix, -ante este adverbial în limba spaniolă; rocinante se referă la aspectul său de rocín. „Rocinante” urmează modelul lui Cervantes de a folosi cuvinte polivalente, ambigue, care este un aspect comun pe tot parcursul romanului.
În capitolul 1, Cervantes descrie motivul schimbării numelui calului de către Don Quijote:
Petrecu patru zile gândindu-se ce nume ar putea să-i dea, pentru că (așa cum și-a spus) nu era drept ca un cal aparținând unui cavaler atât de vestit și cu atâtea merite să nu aibă un nume deosebit, și se strădui să-l adapteze astfel încât să arate ceea ce a fost înainte de a-i aparține unui cavaler rătăcitor și ceea ce a devenit apoi.”
Modificarea numelui semnifică deci schimbarea statutului său din cel de „mârțoagă” în cel de armăsar „de neam mare”. Cervantes descrie astfel alegerea de către Don Quijote a numelui calului: nombre, a su parecer, alto, sonoro y significativo de lo que había sido cuando fue rocín, antes de lo que ahora era, que era antes y primero de todos los rocines del mundo — „nume, în opinia lui, măreț, sonor și semnificativ pentru ceea ce a fost înainte de a deveni ceea ce era acum, primul dintre toate mârțoagele din lume”.